# Càons

Mapa que mostra els dialectes regionals del grec durant el període clàssic

Els caonis o càons (en grec antic: Χάονες, llatí: Chaoni) eren una tribu de l'Epir que vivia a la zona costanera enfront de l'illa de Corcira. El país es deia Caònia. Van exercir la supremacia al Regne de l'Epir tot el segle V i la meitat del segle iv aC, substituint els tesprotis, però van ser desplaçats pels molossos, segons Estrabó.